# 楊昭惲
杨昭恽（？—951年），五代十国南唐官员。
杨昭恽在南唐官至舒州刺史。楚国内乱，陆孟俊废黜马希萼拥立马希崇，诛灭杨昭恽全家而取得杨家财产，陆孟俊把杨昭恽美丽的女儿献给马希崇。后周征南唐，韩令坤在扬州城东击败南唐军，擒获陆孟俊。韩令坤进入扬州，马希崇把杨昭恽之女送给韩令坤，韩令坤宠爱她。杨氏站在竹帘下看见被周军抓获的陆孟俊，突然捶胸痛哭，韩令坤问她，她答道：“陆孟俊昔日在潭州，杀死贱妾家人二百口，今日见到，请求报仇。”韩令坤于是杀了陆孟俊。